# Хромозом 18 (човек)
Хромозом 18 је аутозомни хромозом осамнаести по величини у хуманом кариотипу. Према положају центромере припада субметацентричним хромозомима. Према Денверској конференцији из 1960. године сврстан је у Е групу. Изграђен је од 85 милиона парова база ДНК што представља од 2,5-3% укупне количине ДНК у ћелији.

## Аберације хромозома 18
1. Тризомија овог хромозома доводи до Едвардсовог синдромакоји се одликује мултиплим аномалијама:
- моторна ретардација;
- ментална ретардација;
- флексијске деформације;
- микрогнатија;
- стопало у облику столице за љуљање;
- конгенитална болест срца.

Главни узрок Едвардсовог синдрома је неодвајање хромозома у мејози родитеља, док је ређи уравнотежена транслокација једног од родитеља. Веома ретко се јавља мозаицизам који узрокује много блажу клиничку слику.
2. Делеција дугог крака (18q-) фенотипски се манифестује као De Grouchijev синдром са следећом клиничком сликом:
- изражена ментална ретардација;
- облик уста као у шарана;
- аномалија ушних шкољки;
- зашиљени прсти.

3. Делеција кратког крака се манифестује као претходно описани De Grouchijev синдром са следећим фенотипским обележјима:
- ментална ретардација;
- аномалије ока;
- аномалије ушних шкољки;
- аномалије централног нервног система
- зубни каријес.

## Мапирани гени и болести/поремећаји
Гени мапирани на овом хромозому узрокују следеће болести и поремећаје:
- аутозомно-доминанатна миопија
- холопрозенцефалија
- породична амилоидна неуропатија
- синдром карпалног тунела
- карцином панкреаса
- јувенилна полипоза црева
- карцином дебелог црева
- склоност ка Паркинсоновој болести
- недостатак глукокортикоида
- шизофренија
- синовијални сарком
- холестаза (застој жучи)
- остеосарком
- дистрофија штапића
- карнозинемија
- породична остеолиза
- метхемоглобинемија и др.